# Стопиче
Стопиче (словен. Stopiče) — поселення в общині Ново Место, регіон Південно-Східна Словенія, Словенія. Висота над рівнем моря: 231,8 м.